# Orło (Ryn)
Orło (deutsch Orlen, 1938 bis 1945 Arlen) ist ein Ort in der polnischen Woiwodschaft Ermland-Masuren, der zur Stadt- und Landgemeinde Ryn (Rhein) im Powiat Giżycki (Kreis Lötzen) gehört.

## Geographische Lage
Orło liegt 500 Meter nördlich des Orlener Sees (1938 bis 1945 Arlener See, polnisch Jezioro Orło) in der östlichen Mitte der Woiwodschaft Ermland-Masuren, 15 Kilometer südwestlich der Kreisstadt Giżycko (Lötzen)  und vier Kilometer nördlich der Stadt Ryn (Rhein).

## Geschichte
Im Jahre 1416 wurde Orlen gegründet. Am 29. März 1874 wurde es Amtsdorf und namensgebend für den neu errichteten Amtsbezirk. Dieser bestand bis 1945 und gehörte zum Kreis Lötzen im Regierungsbezirk Gumbinnen (1905 bis 1945: Regierungsbezirk Allenstein) in der preußischen Provinz Ostpreußen. 
Zur Landgemeinde Orlen gehörte auch der Wohnplatz Chausseehaus.
Am 1. Oktober 1874 wurde das Standesamt Orlen begründet. Es bestand bis 1913, danach gehörte Orlen zum Standesamt Rhein (polnisch Ryn). 463 Einwohner waren im Jahre 1910 in Orlen registriert.
Aufgrund der Bestimmungen des Versailler Vertrags stimmte die Bevölkerung im Abstimmungsgebiet Allenstein, zu dem Orlen gehörte, am 11. Juli 1920 über die weitere staatliche Zugehörigkeit zu Ostpreußen (und damit zu Deutschland) oder den Anschluss an Polen ab. In Orlen stimmten 340 Einwohner für den Verbleib bei Ostpreußen, auf Polen entfielen keine Stimmen.
Am 30. September 1928 wurden die Nachbarorte Glombowen (1938 bis 1945 Leithof, polnisch Głąbowo) und Waldhof (polnisch Canki) nach Orlen eingemeindet. Die Einwohnerzahl stieg bis 1933 auf 545 und belief sich 1939 auf 533. Am 3. Juni (offiziell bestätigt am 16. Juli) des Jahres 1938 erhielt Orlen den veränderten Ortsnamen „Arlen“.
In Kriegsfolge kam das Dorf 1945 mit dem gesamten südlichen Ostpreußen zu Polen und heißt seither „Orło“. Es ist heute eingebunden in die Stadt- und Landgemeinde Ryn (Rhein) im Powiat Giżycki (Kreis Lötzen), vor 1998 der Woiwodschaft Suwałki, seither der Woiwodschaft Ermland-Masuren zugehörig.

### Amtsbezirk Orlen/Arlen (1874–1945)
Der Amtsbezirk Orlen – 1938 in „Amtsbezirk Arlen“ umbenannt – bestand ursprünglich aus sechs Dörfern, am Ende waren es noch vier:
| Name       | Änderungsname (1938 bis 1945) | Polnischer Name | Bemerkungen                  |
| ---------- | ----------------------------- | --------------- | ---------------------------- |
| Glombowen  | Arlen                         | Głąbwo          | 1928 nach Orlen eingemeindet |
| Jesziorken | (seit 1928:) Preußenburg      | Jeziorko        |                              |
| Orlen      | Arlen                         | Orło            |                              |
| Skoppen    | Reichenstein (Ostpr.)         | Skop            |                              |
| Trossen    |                               | Tros            |                              |
| Waldhof    |                               | Canki           | 1928 nach Orlen eingemeindet |

Am 1. Januar 1945 gehörten noch Arlen, Preußenburg, Reichenstein und Trossen zum Amtsbezirk Arlen.

## Religionen
Bis 1945 war Orlen in die Evangelische Pfarrkirche Rhein in der Kirchenprovinz Ostpreußen der Kirche der Altpreußischen Union sowie in die  Katholische Pfarrkirche St. Bruno Lötzen im Bistum Ermland eingepfarrt. 
Heute gehört Orło zur Evangelischen Pfarrgemeinde in Ryn in der Diözese Masuren der Evangelisch-Augsburgischen Kirche in Polen bzw. zur katholischen Pfarrkirche Unbefleckte Empfängnis Mariä in Ryn, zugehörig zum Bistum Ełk in der Römisch-katholischen Kirche in Polen.

## Schule
Eine Schule wurde in Orlen nach 1717 gegründet. Im Jahre 1945 wurde zweiklassig unterrichtet.

## Verkehr
Orło liegt östlich der Woiwodschaftsstraße DW 642 und ist von Głąbowo (Glombowen, 1938 bis 1945 Leithof) über eine Stichstraße erreichbar.
Bis 1971 bestand Anbindung an den Schienenverkehr über die nahegelegene Bahnstation in Glombowen/Leithof (polnisch Głąbowo) an der Bahnstrecke (Rastenburg–) Reimsdorf–Rhein der Rastenburger Kleinbahnen. Heute ist Sterławki Wielkie (Groß Stürlack) die nächstgelegene Bahnstation und liegt an der Bahnstrecke Głomno–Białystok.